# Moses Robinson
Moses Robinson, ameriški odvetnik, častnik in politik, * 22. marec 1741, Hardwick, Massachusetts, † 26. maj 1813, Bennington, Vermont.